# TT402
La tombe thébaine TT 402 est située à Dra Abou el-Naga, dans la nécropole thébaine, sur la rive ouest du Nil, face à Louxor en Égypte.
C'est la tombe d'un inconnu, datant des règnes de Thoutmôsis IV et Amenhotep III (XVIIIe dynastie).